# 프엉리엔
응우옌푹프엉리엔(Nguyễn Phúc Phương Liên, 1938년 11월 3일 ~ )은 베트남 응우옌 왕조의 황녀이다. 바오다이의 2번째 딸로, 어머니는 남프엉 황후이다.